# Schwabmünchen

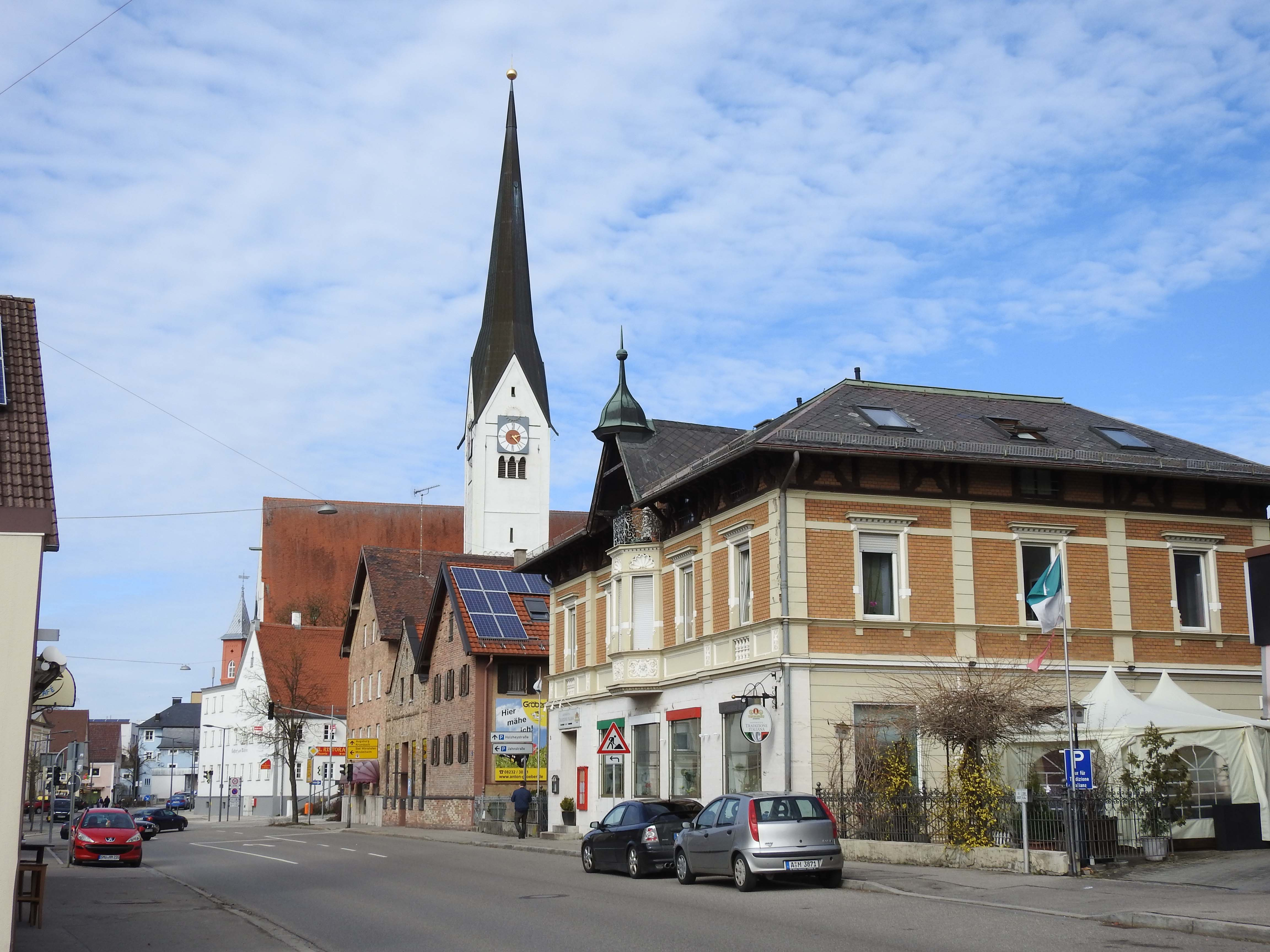
Luitpoldstraße in Schwabmünchen

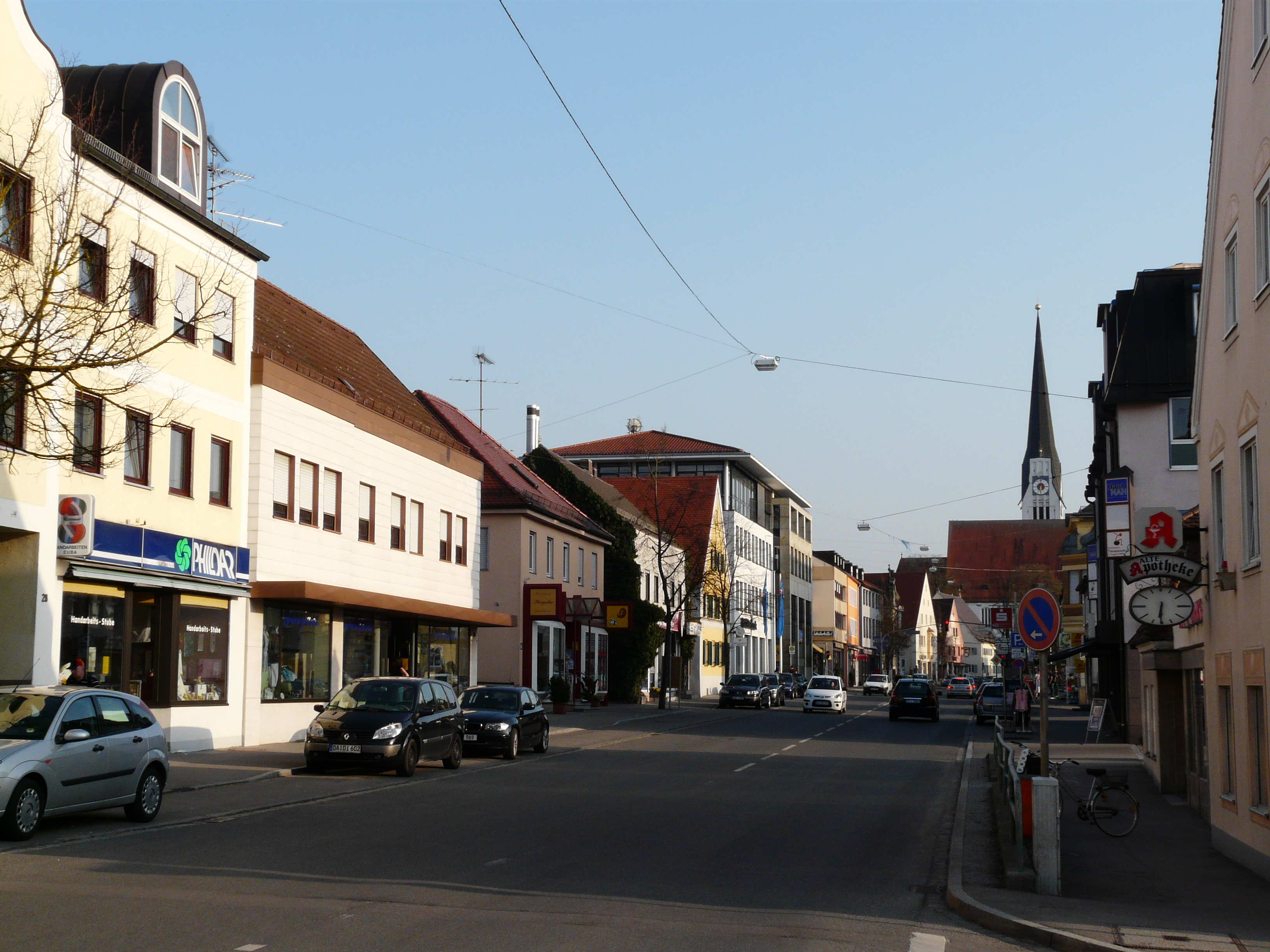
Fuggerstraße in Schwabmünchen (vor Sanierung)

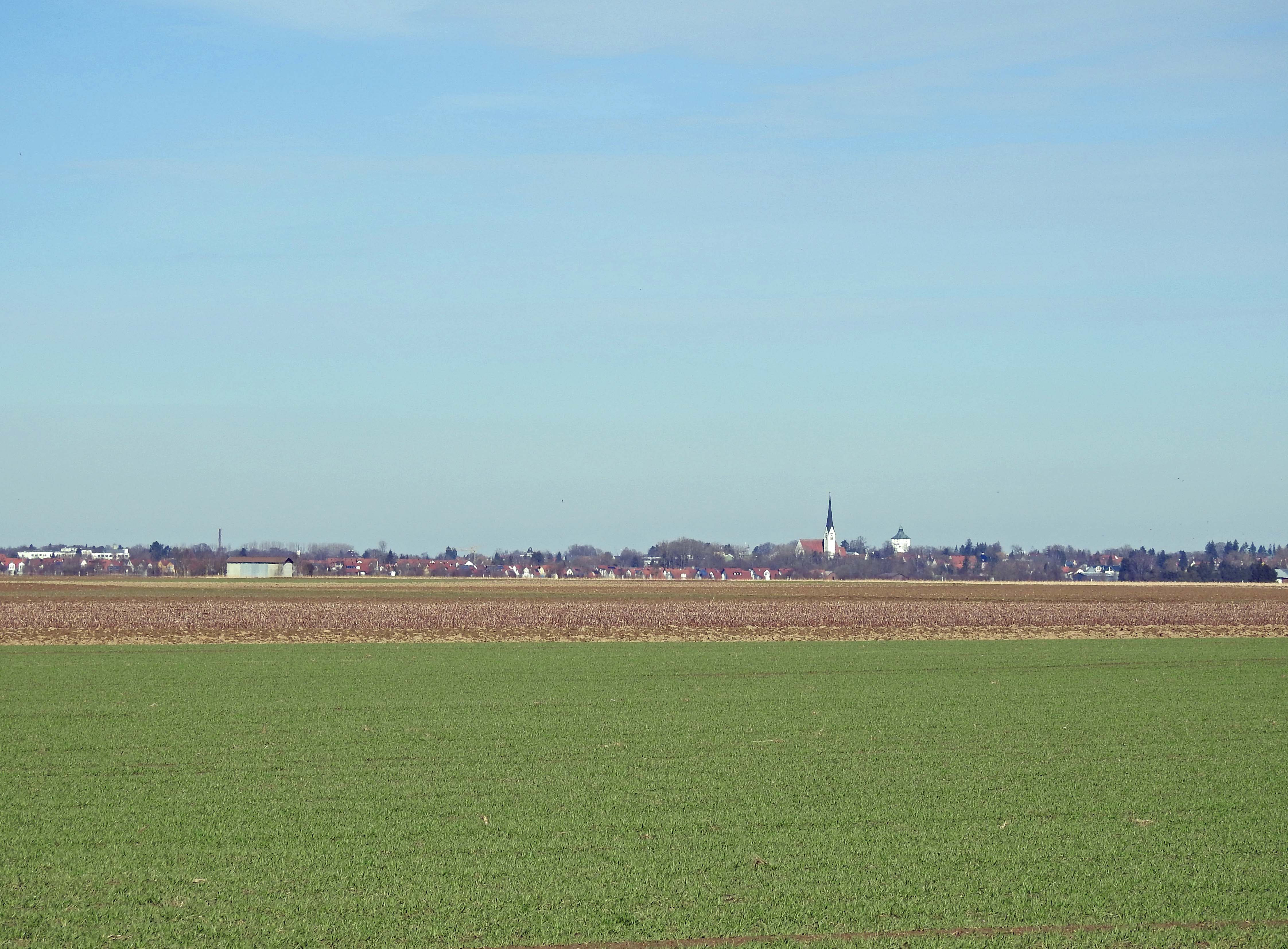
Schwabmünchen von Südwesten

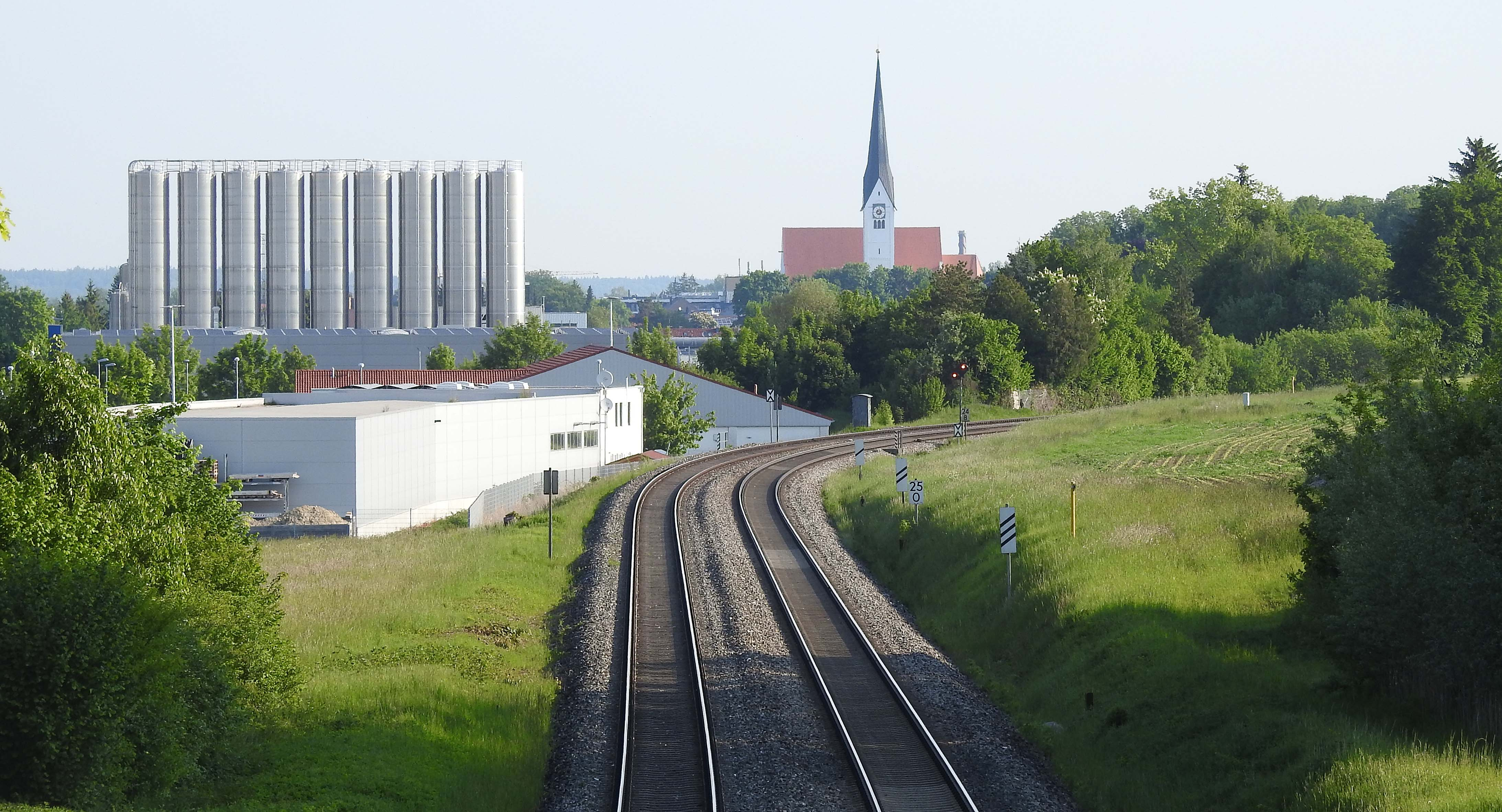
Schwabmünchen von Süden

Schwabmünchen ist eine Stadt im schwäbischen Landkreis Augsburg.

## Geografie

### Geografische Lage
Der Ort liegt 24 Kilometer südlich von Augsburg zwischen Lech und Wertach am Westrand des Lechfeldes. Durch die Stadt fließt die Singold; der Feldgießgraben ist eine Hochwasserumleitung von der Singold in die Wertach. Im Westen erheben sich in ca. 5 Kilometer Entfernung die Westlichen Wälder (die Stauden).

### Nachbargemeinden
Das Stadtgebiet grenzt im Uhrzeigersinn von Norden aus gesehen an folgende Gemeinden:
Großaitingen, Graben, Untermeitingen, Langerringen, Hiltenfingen und Scherstetten

### Gemeindegliederung
Die Gemeinde besteht aus 5 Gemarkungen und hat 10 Gemeindeteile (in Klammern ist der Siedlungstyp angegeben; sonstige Wohnplätze sind kursiv gesetzt):
- Gemarkung Birkach (Dorf)
- Gemarkung Klimmach (Pfarrdorf) mit Froschbach (Weiler), Guggenberg (Schloss) und Leuthau (Dorf)
- Gemarkung Mittelstetten (Pfarrdorf)
- Gemarkung Schwabegg (Pfarrdorf) mit Engelhof (Einöde), Hirschwang (Einöde), Königshausen (Weiler), Pfänder-Hof (Einöde), Schafhof (Einöde) und Schwabegger Mühle (Einöde)
- Gemarkung Schwabmünchen (Hauptort) mit Ficklermühle (Einöde), Roßgumpen (Einöde), Taubental (Einöde) und Wertachau bzw. Wertachsiedlung (Siedlung)

## Geschichte

### Bis zum Ende des 18. Jahrhunderts
Bei Ausgrabungen im Norden der heutigen Stadt fanden sich Hinweise auf keltische, römische und alemannische Besiedlung. Am Osthang des Wertachtales wurde ein ausgedehntes römerzeitliches Töpferdorf freigelegt, das Hermann Kuntz mit dem Ort Rapis (oder Rapae) aus der Tabula Peutingeriana identifizierte. Die ersten Bewohner dieses Ortes siedelten sich in der Regierungszeit des Kaisers Claudius (41–54 n. Chr.) an. Unter ihnen waren verschiedene Handwerker, Bronzegießer und Schmiede, die die Kunst der Eisenverhüttung aus Roherz verstanden. Das Ortsbild wurde von langgezogenen Fachwerkbauten bestimmt, die mit der Giebelseite zur Straße standen. Nur das Badehaus und ein Gebäude, das wahrscheinlich als Tempel fungierte, waren aus Stein gebaut.
Rapis entwickelte sich zum größten römischen Töpferzentrum im nördlichen Raetien. Der Ort hatte zwar nur ca. 125 Einwohner, doch mehr als 80 % von ihnen bestritten ihren Lebensunterhalt mit der Keramikproduktion. In dreizehn von sechzehn Anwesen waren Töpfereien untergebracht. Wohnhaus und Werkstatt bildeten eine Einheit. In den Kleinbetrieben arbeitete die ganze Familie – auch die Kinder.
In Rapis wurde über fast 200 Jahre Haushaltsgeschirr für Keller, Küche und Tisch produziert. Das umfangreiche Sortiment reichte von der kleinen Öllampe bis zum meterhohen Vorratstopf. Der wichtigste Exportartikel war die Reibschüssel (mortarium), das gängige Vielzweckgerät der römischen Küche. Aufgrund ihrer Qualität waren die Reibschüsseln aus Rapis hochgeschätzt und weit verbreitet. Sie wurden bis in den unteren Donauraum gehandelt. Um 260 n. Chr. wurde Rapis in den Germanenkriegen angegriffen; die meisten Töpferwerkstätten wurden zerstört und viele Einwohner getötet. Die Überlebenden konnten die Keramikproduktion nicht mehr aufleben lassen. Die letzten Einwohner verließen zu Beginn des 5. Jahrhunderts das Dorf. Die Funde aus alemannischer Zeit datieren aus der ersten Hälfte des 6. Jahrhunderts. Jüngste archäologische Ausgrabungen vervollständigen das Bild der Region zu römischer Zeit: Im Südosten des Ortes wurden Reste eines kurzfristigen Militärlagers des 1. Jhds. entdeckt, aber auch Spuren viel älterer Besiedlung aus neolithischer Zeit, Bronzezeit und Keltenzeit.
Der Ort wurde der Überlieferung nach von Karl dem Großen dem Augsburger Bischof geschenkt und gehörte bis zur Säkularisation zum Augsburger Hochstift. In Schwabegg, einem Ortsteil von Schwabmünchen, finden sich die Reste einer ehemaligen Fluchtburg aus der Zeit der Ungarneinfälle. Man datiert sie etwa auf das Jahr 950 nach Christus und sie hat den Namen Haldenburg. Schwabmünchen wurde erstmals 954 als castellum Mantahinga in einer Biografie des Bischofs von Augsburg, dem Hl. Ulrich, erwähnt. 1562 wurde der Ort von Kaiser Ferdinand I. zur Marktgemeinde erhoben und erhielt ein Marktwappen.
Der Name des Ortes leitet sich wahrscheinlich von einem bajuwarischen Fürsten mit dem Namen Mandicho ab.

### Ab dem 19. Jahrhundert
In den Jahren 1804 bis 1806 kam Schwabmünchen unter bayerische Herrschaft und wurde Sitz eines Landgerichts älterer Ordnung. Mit dem Bau der Bahnstrecke Augsburg–Buchloe (1847) und der Errichtung einer Schranne (1855) setzte ein wirtschaftlicher Aufschwung ein, der sich u. a. im Bau von Schulen und einem neuen Krankenhauses (1899/1900) dokumentierte. Im Jahr 1900 wurde die Marktgemeinde Sitz des Bezirksamts Schwabmünchen (später Landkreis Schwabmünchen), der im Zuge einer Neugliederung durch die Aufteilung des Bezirksamtes Augsburg gebildet wurde. Mit Inbetriebnahme des Gaswerks nördlich des Bahnhofs im Jahre 1907 wurde die flächendeckende Straßenbeleuchtung in Schwabmünchen eingeführt.
Am 4. März 1945 wurde Schwabmünchen von einem schweren Bombenangriff heimgesucht, bei dem 61 Einwohner getötet wurden. Da der Zugang zu Luftschutzbunkern Kriegsgefangenen, Polen und sogenannten Ostarbeitern ab 1942 grundsätzlich untersagt wurde, befanden sich unter den Opfern vier osteuropäische bzw. russische Zwangsarbeiter: drei Männer vom Lager Kroen und eine Zwangsarbeiterin, die als Landarbeiterin verzeichnet wurde. Ein Viertel des Stadtgebietes wurde total zerstört, zwei Drittel wurden schwer beschädigt. Am 26. bzw. 27. April 1945 erfolgte die kampflose Übergabe an die Amerikaner.
Nach dem Zweiten Weltkrieg wuchs die Bevölkerung durch den Zuzug von Heimatvertriebenen stark an, und so wurde Schwabmünchen 1953 vom Markt zur Stadt erhoben. Am 1. Juli 1972 wurde im Zuge der Kreisreform der ehemalige Landkreis Schwabmünchen mit Teilen des Landkreises Wertingen in den Landkreis Augsburg-West eingegliedert, der am 1. Mai 1973 in Landkreis Augsburg umbenannt wurde.

### Eingemeindungen
1978 wurden im Rahmen der bayerischen Gemeindegebietsreform mehrere ehemals selbstständige Kommunen nach Schwabmünchen eingemeindet:
- Birkach mit heute 176 Einwohnern wurde bereits 969 als „Pirichah“ urkundlich als Gut des Augsburger Frauenklosters St. Stephan erwähnt. Es liegt etwa 7 Kilometer westlich von Schwabmünchen im Schwarzachtal.
- Klimmach mit heute 248 Einwohnern existiert bereits seit dem Frühmittelalter, wurde aber erst 1482 erstmals urkundlich erwähnt. Klimmach ist ein bedeutender Wallfahrtsort in der Diözese Augsburg. Klimmach liegt etwa 6 Kilometer westlich von Schwabmünchen auf der Höhe zwischen Wertachebene und Schwarzachtal.
- Mittelstetten mit heute 541 Einwohnern liegt 2 Kilometer nördlich von Schwabmünchen und wurde 1316 erstmals als Besitz des Hochstifts Augsburg urkundlich erwähnt.
- Schwabegg (von Schwabenhügel, egg = Abhang, Hügel) mit heute 801 Einwohnern wurde erstmals 1110 urkundlich erwähnt. Es liegt etwa 5 Kilometer westlich von Schwabmünchen am Rande des Anstiegs zum Staudengebiet, zum Kalvarienberg Schwabegg und der Wertachebene.

### Einwohnerentwicklung
Zwischen 1988 und 2008 wuchs Schwabmünchen um 2.613 Einwohner bzw. ca. 25 %. Zwischen 1988 und 2018 wuchs die Stadt von 10.617 auf 14.075 um 3.458 Einwohner bzw. um 32,6 %.
| Bevölkerungsentwicklung | Bevölkerungsentwicklung | Bevölkerungsentwicklung | Bevölkerungsentwicklung | Bevölkerungsentwicklung | Bevölkerungsentwicklung | Bevölkerungsentwicklung | Bevölkerungsentwicklung | Bevölkerungsentwicklung | Bevölkerungsentwicklung | Bevölkerungsentwicklung | Bevölkerungsentwicklung | Bevölkerungsentwicklung | Bevölkerungsentwicklung | Bevölkerungsentwicklung |
| ----------------------- | ----------------------- | ----------------------- | ----------------------- | ----------------------- | ----------------------- | ----------------------- | ----------------------- | ----------------------- | ----------------------- | ----------------------- | ----------------------- | ----------------------- | ----------------------- | ----------------------- |
| Jahr                    | 1840                    | 1900                    | 1939                    | 1961                    | 1970                    | 1991                    | 1995                    | 2000                    | 2005                    | 2010                    | 2015                    | 2020                    | 2021                    | 2022                    |
| Einwohner               | 03.438                  | 04.751                  | 05.453                  | 08.688                  | 09.200                  | 11.443                  | 12.246                  | 12.704                  | 13.146                  | 13.342                  | 13.836                  | 14.335                  | 14.553                  | 14.819                  |

Quelle: BayLfStat

## Politik

### Stadtrat
Sitzverteilung im 24-köpfigen Stadtrat seit 2002:
|                 | 2002 | 2008 | 2014 | 2020 |
| --------------- | ---- | ---- | ---- | ---- |
| CSU             | 14   | 13   | 12   | 10   |
| Freie Wähler    | 4    | 7    | 7    | 6    |
| SPD             | 5    | 4    | 3    | 4    |
| B’90/Die Grünen | 1    | 0    | 2    | 4    |

Seit 2008 ist Lorenz Müller (CSU) Erster Bürgermeister; dieser wurde am 15. März 2020 bei zwei Mitbewerbern mit 61,9 % der Stimmen im Amt bestätigt.

### Wappen
|                              | Blasonierung: „Geteilt von Rot und Silber; darauf ein Gemarkungszeichen in Form eines blauen Reichsapfels mit goldenem Kreuz und goldenem Reif.“ |
| Von Siegelführung abgeleitet | |

### Städtepartnerschaften
- Frankreich: Seit 7. Juni 1975 besteht eine Städtepartnerschaft mit der Stadt Giromagny. Giromagny liegt 12 km nördlich von Belfort am Fuß der Vogesen.

## Kultur und Sehenswürdigkeiten

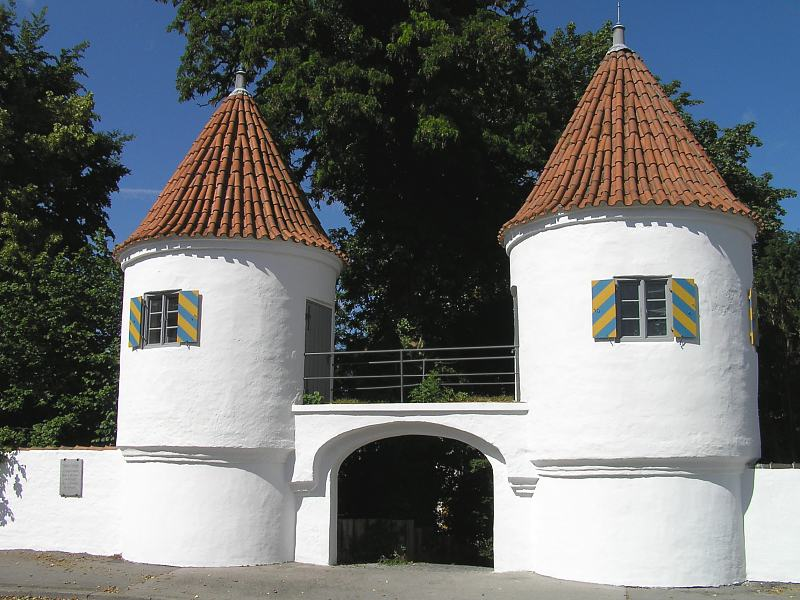
Hexentürmchen beim Rathaus

Eine kleine Sehenswürdigkeit und ein Wahrzeichen Schwabmünchens sind die „Hexentürmchen“ ⊙. Es handelt sich um ein Tor zur damaligen bischöflichen Straßvogtei, errichtet vermutlich im 16. Jahrhundert.

### Museum und Galerie der Stadt Schwabmünchen
Das größte kommunale Kunst- und Kulturgeschichtsmuseum des Landkreises wurde im Jahr 1913 als Bezirksmuseum gegründet. Schon damals beherbergte es Bestände von hoher Qualität und überregionaler Bedeutung.
Seit seiner Neueinrichtung 1984 präsentiert es auf vier Stockwerken Zeugnisse der Alltags- und Festkultur vom 17. Jh. bis zur Gegenwart. Es verfügt über eine einzigartige Sammlung von Kunstwerken der Spätnazarener und betreibt eine Galerie für Gegenwartskunst.
Ständig wechselnde Sonderausstellungen und ein umfangreiches Veranstaltungsprogramm runden das Angebot ab.
Die Dauerausstellung zeigt zunächst archäologische Funde aus dem römischen Töpferzentrum Rapis, das einst auf dem heutigen Stadtgebiet gelegen war. Die „Schaufenster zur Geschichte Schwabmünchens“ geben anschließend Einblick in die wechselhafte Historie der Stadt: jede Menge Information für ortsgeschichtlich Interessierte.
Doch mehr als drei Viertel der Ausstellungsfläche sind Bereichen gewidmet, die nicht mit der Regionalgeschichte in Zusammenhang stehen. Hier begegnet man u. a. einer umfassenden Sammlung europäischer Andachtsgrafik aus dem 17.–19. Jh., sakralen Skulpturen aus dem 16.–19. Jh., Keramik, Zinn, Kleidung oder Möbeln und Spielen aus drei Jahrhunderten.
Die Galerie präsentiert in ihrem historischen Teil die Malerei der Spätnazarener Schule – hier vor allem Werke Ferdinand Wagners, der 1819 in Schwabmünchen geboren wurde. Ein eigener Raum ist einem im Nazarener Stil gestalteten Heiligen Grab vorbehalten. In der Krippensammlung des Museums befindet sich eine bewegliche Nazarener Papierkrippe aus dem 19. Jh.
Werke aus der Sammlung zeitgenössischer Kunst sind in der Galerie Gegenwart zu sehen. Sie hat sich mit ihren Sonderausstellungen bei Künstlern und Besuchern einen sehr guten Ruf erworben.
Besonderen Schwerpunkt legt auch das Museum auf ein abwechslungsreiches Sonderausstellungsprogramm, das sich auf lebendige Weise mit Vergangenheit und Gegenwart auseinandersetzt. Die Vielzahl der Themenbereiche bietet Informatives und Unterhaltsames für alle. Insbesondere für Familien werden immer wieder interessante Ausstellungen angeboten.
Ein- bis zweimal im Jahr lädt das Museum zu einem Museumsfest besonderer Art ein. Daneben bietet es z. B. mit Musikveranstaltungen, Zeitzeugenabenden oder der Langen Nacht ein umfangreiches Veranstaltungsprogramm.
Der Eintritt ist frei. Für Rollstuhlfahrer und -fahrerinnen ist ein Besuch problemlos möglich.
Im städtischen Museum ist die Stadtgeschichte seit der Römerzeit dargestellt ⊙.

### Weitere Sehenswürdigkeiten
Eine weitere Sehenswürdigkeit ist der Strickerbrunnen am Schrannenplatz ⊙. Er wurde von dem Bildhauer Karl-Ulrich Nuss erschaffen.
Rechts und links unterhalb des Strickers stehen ein Lamm und eine Ziege. Eine Geschichte erzählt, dass, wenn sich zwei Personen gleichzeitig auf diese Tiere setzen, diese ihr Leben lang Freunde bleiben.
Der ca. 12 ha große Luitpoldpark ⊙ (Stadtpark) im nordwestlichen Stadtbereich ist mit Bachläufen, Einsteinweiher, Goldfischweiher, Mariengrotte, Kinderspielplätzen und erhöht stehender Pagode auf dem Rodelberg gestaltet. Im Jahr 1915 wurde der Park auch Standort einer kleineren Wieser-Statue, die leider am 9. April 1919 von Unbekannten entwendet wurde.

### Kulturelle Veranstaltungen
Alljährlich findet in Schwabmünchen am letzten Septemberwochenende der Michaelimarkt, der örtliche Jahrmarkt, statt.
Veranstaltungsort für kulturelle Veranstaltungen ist die Stadthalle. Sie wird von Künstlern aus ganz Deutschland und von den einheimischen Vereinen genutzt. Der Kammerchor Schwabmünchen führt dort seine Frühjahrskonzerte auf.
Seit 2011 findet rund um die Geyerburg am letzten Augustwochenende das Singoldsand Festival statt. Durch den Jugendbeirat der Stadt gegründet und bis 2015 getragen, ist es nun ein städtisches Projekt, welches durch zwei vom Stadtrat bestellte Projektleiter geführt wird. Jahr für Jahr organisieren rund 200 ehrenamtlich tätige Jugendliche und Erwachsene das Festival für ca. 8.000 Gäste.
Neben vielen kleinen Bands traten auch schon Musiker wie die Käpt’n Peng & Die Tentakeln von Delphi, Blumio, Claire, Iriepathie oder Bilderbuch auf. Das Festival dient aber auch lokalen Bands als Plattform oder als Sprungbrett nach oben. In der Pfarrgemeinde St. Michael besteht ein großes musikalisches Angebot mit 3 Kinderchören, einem Jugendchor, einem Orchester, Kirchenchor, Flötenensemble und Projektchor. In mehreren Konzerten im Jahresverlauf und einem jährlichen Kindermusical im Juli treten diese Ensembles auf, ebenso in den Gottesdiensten. In der Pfarrkirche St. Michael steht die größte Orgel im Altlandkreis Schwabmünchen, erbaut im Jahr 1999 von der Firma Eule in Bautzen. Mit über 3600 Pfeifen auf vier Manualen und Pedal bietet dieses Instrument unzählige Klangfarben, zu hören in den Gottesdiensten und Orgelkonzerten. Chorleiter und Organist ist seit August 2001 Stefan Wagner (Kulturpreisträger der Stadt Schwabmünchen).

## Wirtschaft und Infrastruktur

### Verkehr
Schwabmünchen ist Endhaltestelle im Augsburger Verkehrsverbund. Züge verkehren auf der Bahnstrecke Augsburg–Buchloe im Halbstundentakt.
Über Umgehungs- und Zubringerstraßen ist die Stadt an die autobahnähnlich ausgebaute Bundesstraße 17 Richtung Augsburg und Landsberg am Lech angebunden.
Der Flugplatz Schwabmünchen dient Luftfahrzeugen aller Art bis zu 2000 kg Höchstabfluggewicht und für Hubschrauber bis 5700 kg.

### Schulen
Am Schulstandort Schwabmünchen befinden sich die Sankt-Ulrich-Volksschule (Grundschule), die Leonhard-Wagner-Mittelschule, die Leonhard-Wagner-Realschule, das Leonhard-Wagner-Gymnasium sowie die Landwirtschaftsschule Schwabmünchen und die Berufsfachschule für Diätassistenten.

### Gesundheitseinrichtungen
Das Kommunalunternehmen Wertachkliniken betreibt in Schwabmünchen ein Krankenhaus mit den Schwerpunkten Innere Medizin und Allgemein- und Visceralchirurgie. Weitere Abteilungen: Anästhesie und Intensivmedizin, Belegabteilung Gynäkologie und Geburtshilfe, Belegabteilung HNO, Belegabteilung Gefäßchirurgie. Das Krankenhaus verfügt insgesamt über 126 Betten.

### Ansässige Unternehmen
Der Bekleidungshersteller Schöffel hat seinen Hauptsitz in Schwabmünchen. Weiterhin bekannt ist der Ort für die Zettler-Kalender. Das Unternehmen Osram betreibt in Schwabmünchen ein Werk für Drähte und Chemie. Weiterhin besteht die Wirtschaftsstruktur überwiegend aus mittelständischen Unternehmen verschiedenster Branchen.

### Medien
Seit 1. April 2017 sendet der Regionalsender Radio Schwaben (vormals Radio Schwabmünchen) aus der Frauenstr. 7 Nachrichten, Wetter, Verkehr, Veranstaltungen sowie live von den Spielen des TSV Schwabmünchen, dem EHC Königsbrunn und anderen Vereinen. Seit 1. August 2018 wird auch über DAB+ auf Kanal 9C für den Großraum Augsburg mit Nordschwaben und auf Kanal 8B für das Allgäu gesendet. Die technische Reichweite beträgt ca. 3 Millionen Hörer.

### Polizei
Die Polizeiinspektion Schwabmünchen befindet sich in der Fuggerstraße 64 in Schwabmünchen. Der Zuständigkeitsbereich umfasst die Stadt Schwabmünchen und die Orte Graben, Großaitingen, Hiltenfingen, Kleinaitingen, Klosterlechfeld, Langenneufnach, Langerringen, Mickhausen, Mittelneufnach, Scherstetten, Untermeitingen und Walkertshofen.

### Rettungsdienst
Die Rettungswache des Bayerischen Roten Kreuzes befindet sich in der Fuggerstraße 42 in Schwabmünchen. Hier sind ein Notarzteinsatzfahrzeug, ein Rettungswagen und ein Krankentransportwagen (KTW) stationiert. Das NEF und der RTW sind meistens 24 Stunden täglich besetzt, der KTW 12 Stunden täglich.

### Feuerwehr
Das Feuerwehrhaus der Freiwilligen Feuerwehr Schwabmünchen befindet sich in der Riedstraße 91 in Schwabmünchen. Hier sind ein Lösch- und ein Rüstzug stationiert. Einen fest definierten Zuständigkeitsbereich gibt es hier ebenfalls nicht, die Feuerwehr Schwabmünchen wird wie der Rettungsdienst über die ILS Augsburg alarmiert. Das Einsatzgebiet umfasst im Allgemeinen die Stadt Schwabmünchen selbst sowie zur Unterstützung alle Stadtteile von Schwabmünchen und die umliegenden Gemeinden. Die Feuerwehr Schwabmünchen hat aktuell 10 Fahrzeuge für den Einsatzdienst.
In den Stadtteilen Schwabegg, Birkach, Klimmach und Mittelstetten gibt es eigenständige Feuerwehren. Die Feuerwehr Schwabegg ist mit einem Löschgruppenfahrzeug (LF 8/6) ausgestattet, die anderen Stadtteil-Feuerwehren jeweils mit einem Tragkraftspritzenfahrzeug (TSF).

### Technisches Hilfswerk
Der Ortsverband Schwabmünchen des Technischen Hilfswerks existiert seit 1973. Die Unterkunft befindet sich in der Augsburger Straße. In Schwabmünchen ist ein Technischer Zug mit den Fachgruppen Notversorgung/Notinstandsetzung und Wasserschaden/Pumpen stationiert. Das Einsatzgebiet erstreckt sich auf den gesamten Landkreis Augsburg.

### Sport
Der TSV Schwabmünchen ist der dominierende Sportverein in Schwabmünchen. In 17 Abteilungen bietet er für verschiedene Zielgruppen viele Sportmöglichkeiten: Bogenschützen, Badminton, Fußball, Handball, Inline-Skaterhockey, Judo, Leichtathletik, Reha-Sport, Schwimmen, Ski, Stockschützen, Taekwondo / Allkampf-Jitsu, Tennis, Tischtennis, Turnen, Volleyball und Triathlon. Die Veröffentlichung des TSV ist der Sports Flash.

## Persönlichkeiten

### Söhne und Töchter der Stadt
- Leonhard Wagner (1453–1522), Kalligraf, nach dem auch die Haupt- und Realschule sowie das Gymnasium der Stadt benannt sind
- Maurus Feyerabend (1754–1818), Historiker und Prior im Benediktinerkloster Ottobeuren
- Ferdinand Wagner (1819–1881), Kirchenmaler
- Joseph Völk (1819–1882), liberaler Reichstags- und Landtagsabgeordneter aus Mittelstetten
- Anton von Braunmühl (1820–1858), Architekt
- Hermann Geiger (1827–1902), römisch-katholischer Geistlicher und Theologe sowie Autor
- Theodor Wünzer (1831–1897), Schauspieler, Regisseur und Theaterintendant
- Max Högg (1854–1933), Musiker, Komponist und Kapellmeister
- Ludwig Malyoth (1860–1939), Schauspieler und Theaterwissenschaftler
- Kaspar Deutschenbaur (1864–1950), Politiker (BVP), Oberbürgermeister von Augsburg
- Ludwig Schmitt (1871–?), Bezirksamtsvorstand
- Anton Holzhey (1875–1945), Papierfabrikant
- Maria Blum (geborene Holl) (1890–1961), Politikerin (KPD), Reichstagsabgeordnete
- Georg Weber (1892–1964), Lehrer, Politiker und Oberbürgermeister von Ingolstadt
- Hans Engelhardt (1892–1968), Politiker (CSU), Abgeordneter im Bayerischen Landtag
- Dionys Bittinger (1894–1954), Politiker (SPD), Mitglied des Bayerischen Landtages
- Rudolf Oeschey (1903–1980), nationalsozialistischer Richter, im Nürnberger Richterprozess zu lebenslanger Haft verurteilt
- Alfred Reitlinger (1908–1983), Präsident des FC Bayern München
- Hans Grotz (1923–2020), geboren in Schwabegg, Jesuit und Kirchenhistoriker
- Werner Huß (1936–2023), Althistoriker
- Franz Hummel (1939–2022), Komponist und Pianist
- Werner König (* 1943), Sprachwissenschaftler und Hochschullehrer
- Klaus Zöttl (1943–2023), Künstler
- Werner Possardt (1951–2004), Filmproduzent und Regisseur
- Lennie Johnson (* 1953), Schauspielerin
- Johanna Maria Quis (* 1959), Politikerin (Bündnis 90/Die Grünen), Mitglied im Landtag von Baden-Württemberg
- Bernhard Schmid (* 1966), Holzbildhauer
- Thomas Motzke (* 1968), Fußballspieler
- Barbara Scherle (* 1972), TV-Moderatorin
- Christian Jaser (* 1975), Historiker
- Evi Zemanek (* 1976), Literatur-, Kultur- und Medienwissenschaftlerin
- Peter Wachler (* 1978), Politiker (CSU), Abgeordneter im Bayerischen Landtag
- Gerhard Dempf (* 1979), Judoka
- Rüdiger Maas (* 1979), Sachbuchautor
- Michaela Geierhos (* 1983), Computerlinguistin
- Christoph Maier (* 1984), Rechtsanwalt, Politiker (AfD) und Mitglied des Bayerischen Landtags
- Thomas Mayer (* 1984), Fußballspieler
- Julia Hornung (* 1990), Jazzmusikerin
- Yannick Brugger (* 2001), Fußballspieler
- Hermann Kuntz, Heimatpfleger und -forscher, Träger des Bundesverdienstkreuzes